# Paul Hurlston
Paul Hurlston, född 12 januari 1966, är en friidrottare från Caymanöarna. Han deltog vid olympiska sommarspelen 1988.